# Precipitação (química)
A  precipitação é a formação de um sólido durante a reação química, este sólido formado é chamado de precipitado. O precipitado é uma substancia que se separa de uma solução, formando uma fase sólida que ocorre pela com a supersaturação de uma substancia em particular na solução.  A solubilidade de um precipitado depende de diversas circustancias, tais como: Temperatura, pressão, concentração de outros materiais na solução e da composição do solvente (VOGEL,1981). Em suma, a temperatura é o principal fator a influenciar a solubilidade de um composto, dado que em geral, a solubilidade aumenta com a temperatura, com raras exceções, como o Sulfato de cálcio, que tem a solubilidade menor em maiores temperaturas. Em geral o sólido formado se deposita no fundo da solução, porém ele irá permanecer em suspensão caso seja menos denso que o solvente.
Essa reação é útil em muitas aplicações industriais como na fabricação de pigmentos e no tratamento de água, e na área científica , principalmente em Química analítica, como metodo para identificar a presença de determinados compostos.

## Efeito íon comum
A solubilidade de um composto depende tambem da natureza e concentração de outras substâncias, principalmente de íons, na mistura (VOGEL,1981).
Uma solução saturada de um sal dissolvido em água está em equílibrio químico entre o sal e seus íons constituintes, dada a reação generica:
AB(s) ⇌ A+(aq) + B-(aq)
A solubilidade de um precipitado diminui consideravelmente se um dos íons comuns estiver presente em excesso na solução, tomando o exemplo acima, caso seja adicionado qualquer substância que tenha um íon comum entre elas, A+ou B-, a solubilidade do sal diminuira drasticamente, este efeito é denominado efeito íon comum, em que a presença deste influencia diretamente o produto de solubilidade de um Sal (kps), o valor numérico que indica a solubilidade de um sal em água à 25ºC, 1atm

## Nucleação
Um estágio importante do processo de precipitação é o começo da nucleação. A criação de uma hipotética partícula sólida inclui a formação de uma superfície, o que necessita de energia baseado na relação energia de superfície do sólido e da solução. Se essa energia não estiver disponível, e nenhuma superfície de nucleação adequada estiver disponível, ocorre supersaturação.

## Exemplos
Um exemplo de reação de precipitação: Nitrato de prata aquoso (AgNO3) é adicionado em uma solução contendo cloreto de potássio (KCl) e a precipitação de um sólido branco, cloreto de prata, é observado. (Zumdahl, 2005)
AgNO3(aq) + KCl(aq) → AgCl(s) + KNO3(aq)
O cloreto de prata (AgCl) forma um sólido, observado como precipitado.
Essa reação pode ser escrita com ênfase na dissociação de íons em uma solução composta
Ag+(aq) + NO3-(aq) + K+(aq) + Cl-(aq) → AgCl(s) + K+(aq) + NO3-(aq)
O último modo de representar uma reação de precipitação é conhecida como rede de reação iônica. Nesse caso, todo íon observado (aqueles que não contribuem para a reação) são deixados de fora da fórmula. Isso simplifica as equações acima no seguinte:
Ag+(aq) + Cl-(aq) → AgCl(s)